# 東門町 (新竹市)

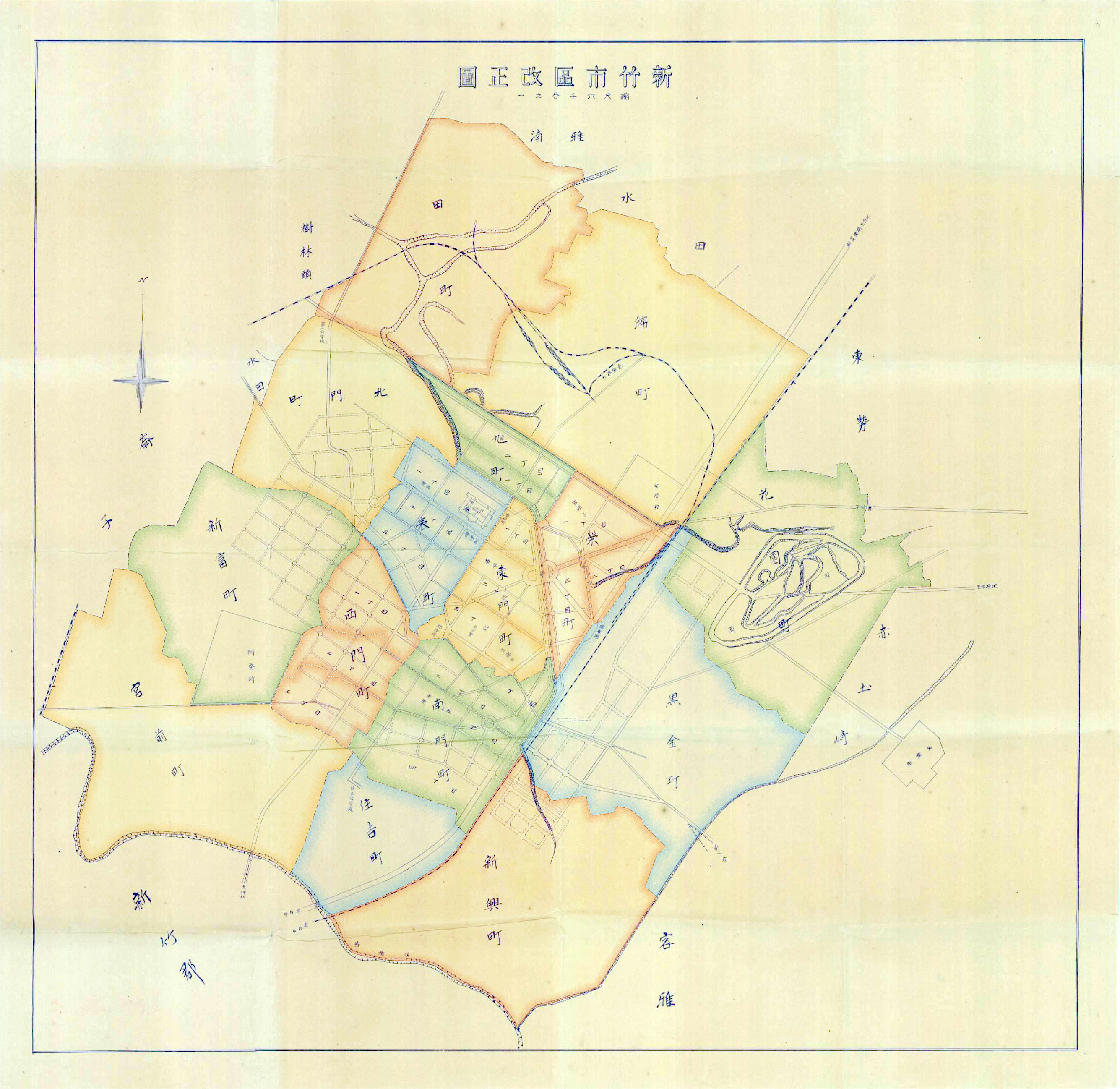
新竹市町名

東門町為新竹州新竹市自1935年實施町名改正所成立的行政區之一，共分為三個丁目，大致位於護城河、中央路和武昌街之間的街廓。「東門」的名稱來自於此町內的竹塹城迎曦門，在町名改正前，東門町大至屬於新竹大字下的東門小字。
日治時期的町名在戰後改為地籍劃分，新竹市東門町一至三丁目仍可對照於地籍的東門段一至三小段。

## 設施
官公署
- 新竹郡役所
- 新竹市役所（今 新竹市美術館）
- 新竹郵便局
- 東門町郵便局
- 東門警察官吏派出所
- 新竹消防組詰所（今 新竹市消防博物館）
- 新竹市營映畫常設館
- 新竹武德殿
- 警友會館
- 新竹公會堂（今 國立新竹生活美學館）
- 新竹俱樂部

商業設施
- 新竹魚菜市場
- 東門消費市場
- 台灣銀行新竹支店
- 新竹市公設質舖
- 新竹倉庫信用利用組合
- 朝日建築信用購買利用組合